# Bitwa pod Sörenbergiem
Bitwa pod Sörenbergiem – konflikt wewnętrzny w Szwajcarii pomiędzy mieszkańcami Obwalden i Entlebuch w kantonie Lucerny w roku 1380.
Do roku 1300 w rękach Habsburgów znalazła się większa część regionu Wolhusen i Entlebuch. Do roku 1380 sporne ziemie zwrócone zostały jako zastaw jej prawowitym właścicielom, którzy rozpoczęli spory o alpejskie łąki. W roku 1380 doszło do niewielkiej bitwy pomiędzy mieszkańcami Obwalden i Entlebuch u stóp szczytu Brienzer Rothorn niedaleko Sörenberg. Według starych podań, uzbrojeni mieszkańcy Obwalden napadli na pasterzy z Entlebuch, których po uprzednim podtopieniu we wrzątku pozbawiono życia. Przed dalszymi atakami uratował miejscowych Peter von Thorberg, który zaoferował najeźdźcom pobliskie tereny w zastaw. Jednym z bohaterów starcia pod Sörenberg miał być niejaki Windtrüeb, o którym przypomina pomnik postawiony w wiosce Flühli, a także tablica upamiętniająca w Krutacher. Spór o alpejskie łąki zakończył się ostatecznie w roku 1381 zawarciem wzajemnego porozumienia pomiędzy gminami.